# Mistrzostwa Świata w Kolarstwie Torowym 1960
57. Mistrzostwa Świata w Kolarstwie Torowym odbyły się w 1960 roku we wschodnioniemieckim Lipsku. Rozegrano sześć konkurencji dla mężczyzn: sprint, wyścig na dochodzenie i wyścig ze startu zatrzymanego zarówno dla zawodowców jak i amatorów oraz dwie konkurencje dla kobiet: sprint i wyścig na dochodzenie.

## Medaliści

### Kobiety
| Konkurencja                        | Złoto              | Srebro                 | Brąz         |
| ---------------------------------- | ------------------ | ---------------------- | ------------ |
| Sprint indywidualny                | Galina Jermołajewa | Walentina Maksimowa    | Jean Dunn    |
| Wyścig indywidualny na dochodzenie | Beryl Burton       | Marie-Thérèse Naessens | Lubow Żogina |

### Mężczyźni
| Konkurencja                                   | Złoto             | Srebro            | Brąz             |
| --------------------------------------------- | ----------------- | ----------------- | ---------------- |
| Sprint indywidualny amatorów                  | Sante Gaiardoni   | Leo Sterckx       | Dave Handley     |
| Wyścig indywidualny na dochodzenie amatorów   | Marcel Delattre   | Henk Nijdam       | Siegfried Köhler |
| Wyścig ze startu zatrzymanego amatorów        | Georg Stoltze     | Siegfried Wustrow | Hendrik Buis     |
| Sprint indywidualny zawodowców                | Antonio Maspes    | Oscar Plattner    | Jos De Bakker    |
| Wyścig indywidualny na dochodzenie zawodowców | Rudi Altig        | Willy Trepp       | Ercole Baldini   |
| Wyścig ze startu zatrzymanego zawodowców      | Guillermo Timoner | Martin Wierstra   | Norbert Koch     |

## Klasyfikacja medalowa
| Miejsce | Państwo         |   |   |   | Razem |
| ------- | --------------- | - | - | - | ----- |
| 1.      | Włochy          | 2 | 0 | 1 | 3     |
| 2.      | NRD             | 1 | 1 | 1 | 3     |
|         | ZSRR            | 1 | 1 | 1 | 3     |
| 4.      | Wielka Brytania | 1 | 0 | 2 | 3     |
| 5.      | Francja         | 1 | 0 | 0 | 1     |
|         | Hiszpania       | 1 | 0 | 0 | 1     |
|         | RFN             | 1 | 0 | 0 | 1     |
| 8.      | Holandia        | 0 | 2 | 2 | 4     |
| 9.      | Belgia          | 0 | 2 | 1 | 3     |
| 10.     | Szwajcaria      | 0 | 2 | 0 | 2     |